# 吕萨
吕萨（法語：Lussat，法語發音：[lysa]）是法国多姆山省的一个市镇，属于克莱蒙费朗区。

## 地理
吕萨（45°50'19"N, 3°12'55"E）面积9.17 平方千米，位于法国奥弗涅-罗讷-阿尔卑斯大区多姆山省，该省份为法国中南部省份，北起阿列省接壤，东临卢瓦尔省，南至上盧瓦爾省和康塔爾省，西接科雷兹省和克勒兹省。
与吕萨接壤的市镇（或旧市镇、城区）包括：沙普、沙瓦鲁、马兰特拉、莱马特尔达蒂耶尔、蓬迪沙托、圣博齐尔。

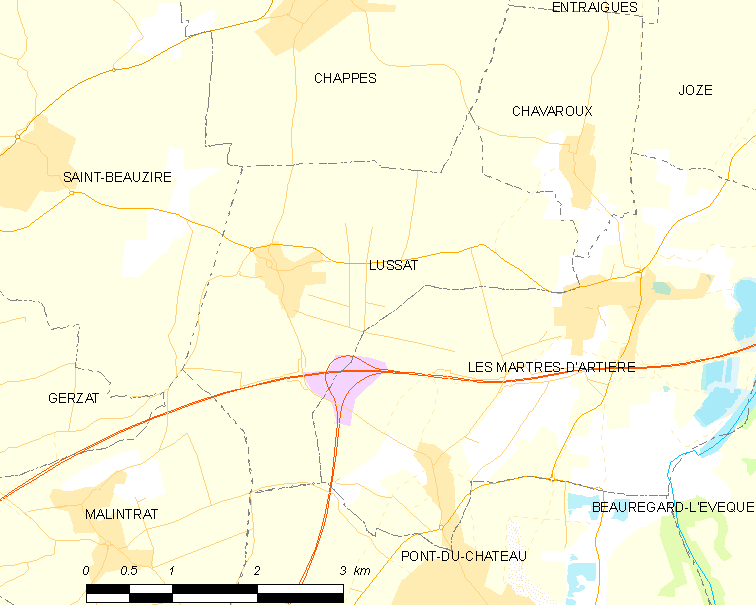
吕萨的OSM定位图

吕萨的时区为UTC+01:00、UTC+02:00（夏令时）。

## 行政
吕萨的邮政编码为63360，INSEE市镇编码为63200。

## 政治
吕萨所属的省级选区为艾格佩斯县。

## 人口

1962-2008年间吕萨人口变化图示

吕萨于2022年1月1日时的人口数量为944人。